# Daniel Marot
Daniël/Daniel Marot, a veces llamado Daniel Marot el Viejo (París, 1661 o 1663 - La Haya, 4 de junio de 1752), fue un grabador, diseñador de muebles y arquitecto de origen francés quien introdujo el estilo Luis XIV del barroco tardío en el norte de los Países Bajos. Trabajó durante mucho tiempo en Inglaterra y la república de las Provincias Unidas, donde se naturalizó en 1709. Marot también es conocido por sus 250 grabados, que se utilizaron para diseños de papel tapiz, damasco y muebles.

## Vida

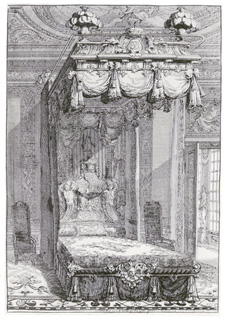
Cama de estado, diseñada por Daniel Marot, grabado, ca 1702

Nacido en París, era hijo de Jean Marot (1619-1679), arquitecto de la corte francesa y grabador. Marot se formó como dessinateur  (diseñador) en Francia, en la tradición de artistas como  Jean Le Pautre, de quien fue alumno. Un diseñador suministraba los diseños a carpinteros, jardineros, tejedores, herreros, talladores de madera y fabricantes de muebles, pero no necesitaba tener el conocimiento real de cómo sus diseños podían convertirse en un producto. Marot trabajó como grabador de forma independiente desde muy joven, haciendo grabados de diseños de Jean Bérain el Viejo, uno de los diseñadores oficiales de Luis XIV en la Manufacture des Gobelins, donde se producían mucho más que tapices. La familia era hugonote y formaba parte de la ola de emigrados que abandonaron Francia en el año del Edicto de Fontainebleau y la revocación del Edicto de Nantes (1685) para establecerse en los Países Bajos. Daniel Marot trajo el estilo cortesano plenamente desarrollado de Luis XIV a los Países Bajos y, más tarde, a Londres. Al final, el estilo inglés que se denomina vagamente «estilo Guillermo y Maríame» le debe mucho a su estilo (a veces se habla del «estilo Marot»).
En la república de las Provincias Unidas, Marot fue empleado por Guillermo III de Orange-Nassau, estatúder de las provincias de Holanda, de Zelanda, de Utrecht, de Güelder y de Overijssel; en particular, le confió el diseño de interiores en el palacio Het Loo, a partir de 1684. En 1686 Marot se instaló en La Haya. Aunque su nombre no puede asociarse a ningún edificio inglés (y no tiene una entrada en el exhaustivo Dictionary of British Architects de Howard Colvin), se sabe por su propio grabado que diseñó en 1698, ayudado por James Parmentier, el gran salón de audiencias (sala de las Treguas) para los Estados Generales en el complejo Binnenhof de La Haya. También decoró muchas casas de campo neerlandesas, introduciendo el "salón" y popularizando los techos ornamentados en las Provincias Unidas.
En 1694 viajó con Guillermo a Londres, cuando la  Revolución Gloriosa llevó a este príncipe al trono de Inglaterra como Guillermo III de Inglaterra, donde fue nombrado uno de sus arquitectos y maestro de obras. En Inglaterra, sus actividades parecen haberse concentrado en el palacio de Hampton Court, donde diseñó los parterres del jardín, que fueron barridos en la generación siguiente y han sido restaurados a finales del siglo XX. Sus diseños para el Gran Jardín de la Fuente sobreviven. Gran parte del mobiliario, especialmente los espejos, guéridones y camas de estado, en las nuevas Salas de Estado preparadas para William en Hampton Court tienen rastros inequívocos de su autoría; las altas y monumentales camas de estado bordadas, con sus penachos de plumas de avestruz, sus elaboradas cenefas y cantonnieres concuerdan muy de cerca con sus diseños publicados más tarde. (ilustración, derecha).
Tras la muerte de Guillermo en 1702, Marot regresó  a los Países Bajos. En 1707 compró una casa en Sint Antoniesbreestraat, en Amsterdam. Entre 1715 y 1747 fue propietario de una casa en Reguliersgracht. Desde 1720 hasta su muerte en 1752 vivió en la casa de  Noordeinde 164 en La Haya, que renovó durante ese período. Allí se conservan la cocina, el salón, el pasillo con techo ornamentado y el jardín.
A él se le debe, en 1715, la casa Schuylenburgh en La Haya, la casa del conde de Wassenaer-Obdam (1717) y la ampliación de la Huis ten Bosch (1736), en particular, la gran sala de audiencias; y el grabado que hizo del mismo en una hoja muy grande es una de sus obras más buscadas. En 1712 publicó en Ámsterdam Recueil d’architecture [Colección de arquitectura].
A partir de 1700 empezó a publicar sobre arquitectura. Sus libros también tuvieron una gran influencia en el sur de los Países Bajos, donde contribuyeron a la difusión del estilo francés al hacer que los motivos ornamentales y decorativos fueran fácilmente accesibles.
Gran parte de lo que hoy se conoce sobre su obra se debe al volumen en folio de sus diseños de muebles publicado en Ámsterdam en 1712. No es sorprendente que los diseños muestren fuertes influencias francesas y neerlandesas; lo que se lee como su aspecto "inglés" es más probablemente el resultado del estilo cortesano de Marot sobre otros diseñadores de Londres.
Marot era sobrino de Pierre Gole pues era hijo de la cuñada de Gole. Se casó con la sobrina de Gole.
Su retrato fue grabado por Jacob Gole, in-folio.
Uno de sus hijos fue Daniël Marot el Joven (1695-1769), que se hizo un nombre como artista y colaboró con su padre en varias ocasiones.

## Diseños
Marot realizó diseños para:

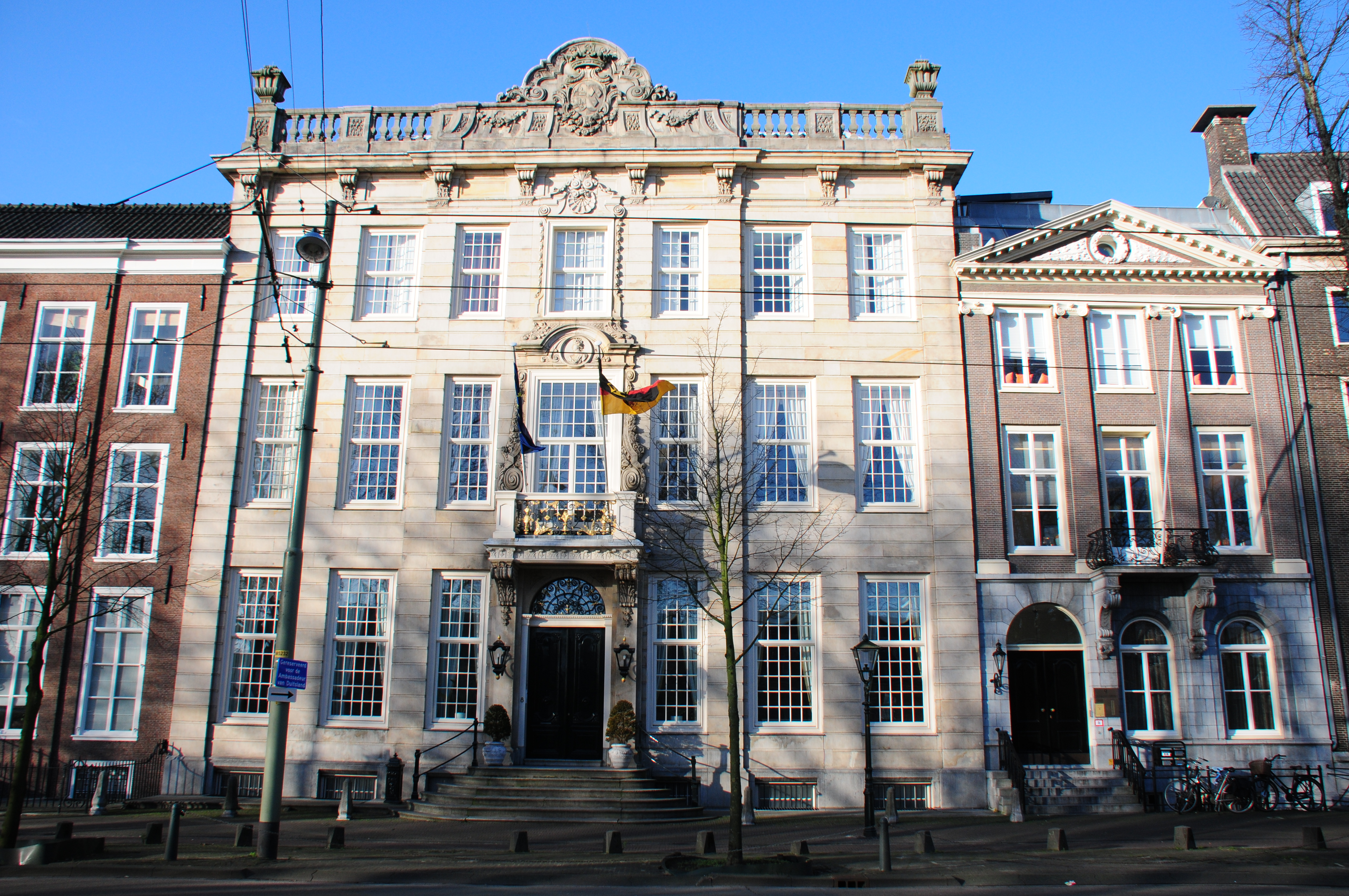
Casa Schuylenburch (1715) en La Haya, (desde 1885, sede de la Embajada de Alemania)

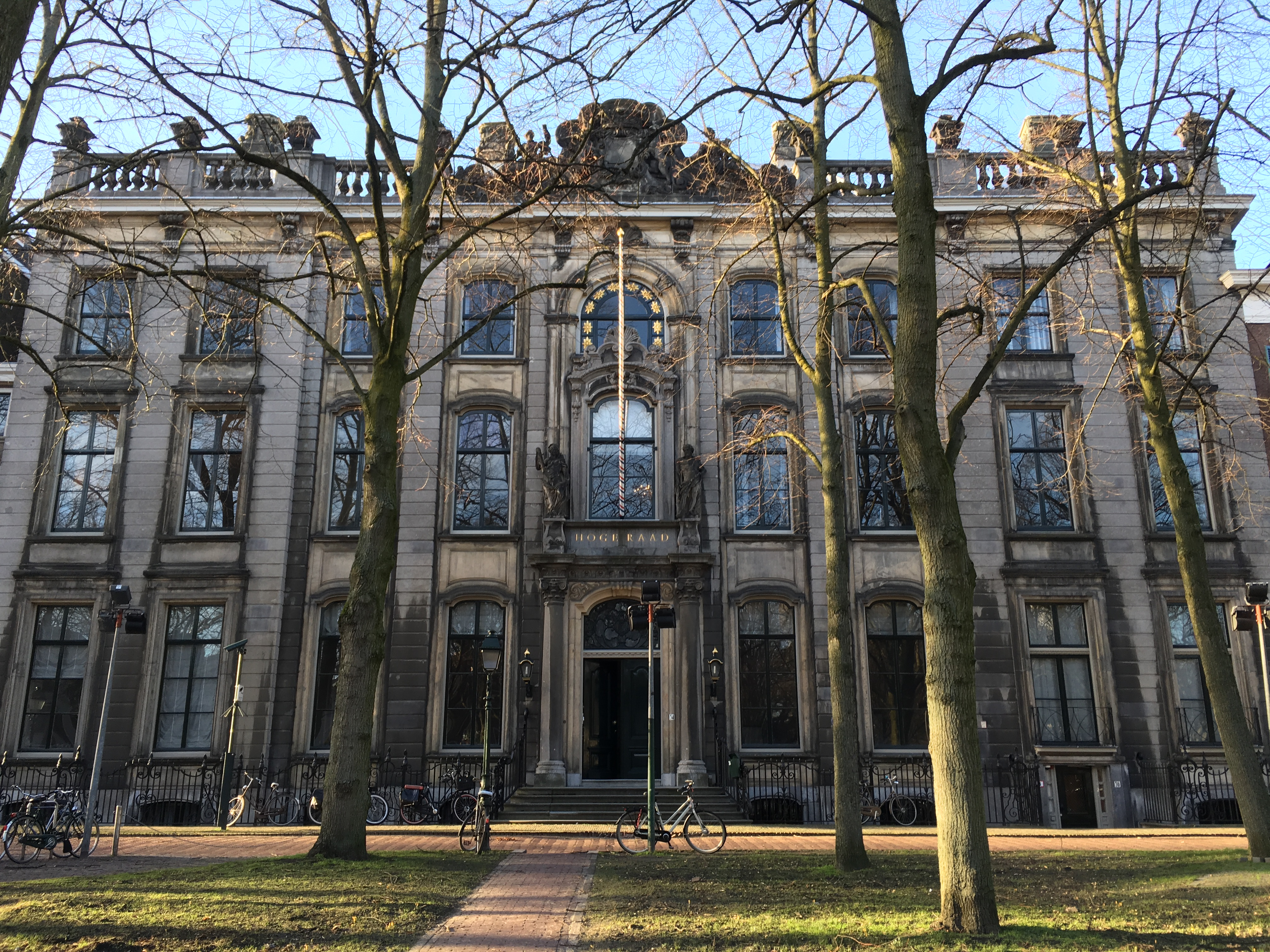
Casa Huguetan (Huis Huguetan) (1734-1736) en La Haya

- Casa Huguetan (1734-1736) en La Haya;
- Casa Schuylenburch (1715) en La Haya;
- la ampliación del Antiguo Ayuntamiento de La Haya;
- su propia casa en Noordeinde en La Haya
- los jardines y el interior (incluido un mural en la escalera) del palacio Het Loo;
- casa De Voorst en Zutphen;
- los jardines del castillo de Coldenhove
- los jardines del castillo Rosendael, con la cúpula del Té;
- la tumba de Menno van Coehoorn en Vaste Burchtkerk de Wijckel;
- la tumba de Hans Willem Bentinck]] en la iglesia Reformada de Rhoon;
- la tumba de Felipe de Hesse-Philippsthal en Grote o Sint-Jacobskerk en La Haya;
- palacio Kneuterdijk (1717-1719) en La Haya;
- las dos alas y varios salones del Palacio Huis ten Bosch;
- el interior de la sala de reuniones de los Estados Generales en 1697, y la Sala Trêves;
- un pabellón de jardín con un interior ricamente decorado detrás de Noordeinde 140, conocido como Koepel van Fagel en los terrenos del palacio Noordeinde;
- la sinagoga judía portuguesa de La Haya en 1725 ;
- palacio de Oranjewoud y un parque asociado en Oranjewoud;
- el interior de Slot Zeist y el edificio de la cercana Marothuis (Lageweg 41);
- los jardines del castillo de Heemstede;
- renovación y ampliación de la casa de Pauw, gabinete del rey desde 1914;
- renovación y ampliación del Tribunal del Estatúder en Leeuwarden en 1709;
- antiguo jardín de estilo barroco clásico del palacio Soestdijk;
- Atribuciones:
  - Herengracht 475 en Ámsterdam, parte de Golden Bend;
  - Nuevo Keizersgracht 28-44 en Ámsterdam: el Van Brants-Rushofje.
  - el invernadero del Hortus botanicus Leiden
  - Corona de velas de madera dorada en Grote o Sint-Michaëlskerk en Zwolle.

Frente del Palacio Kneuterdijk (1717-1719)
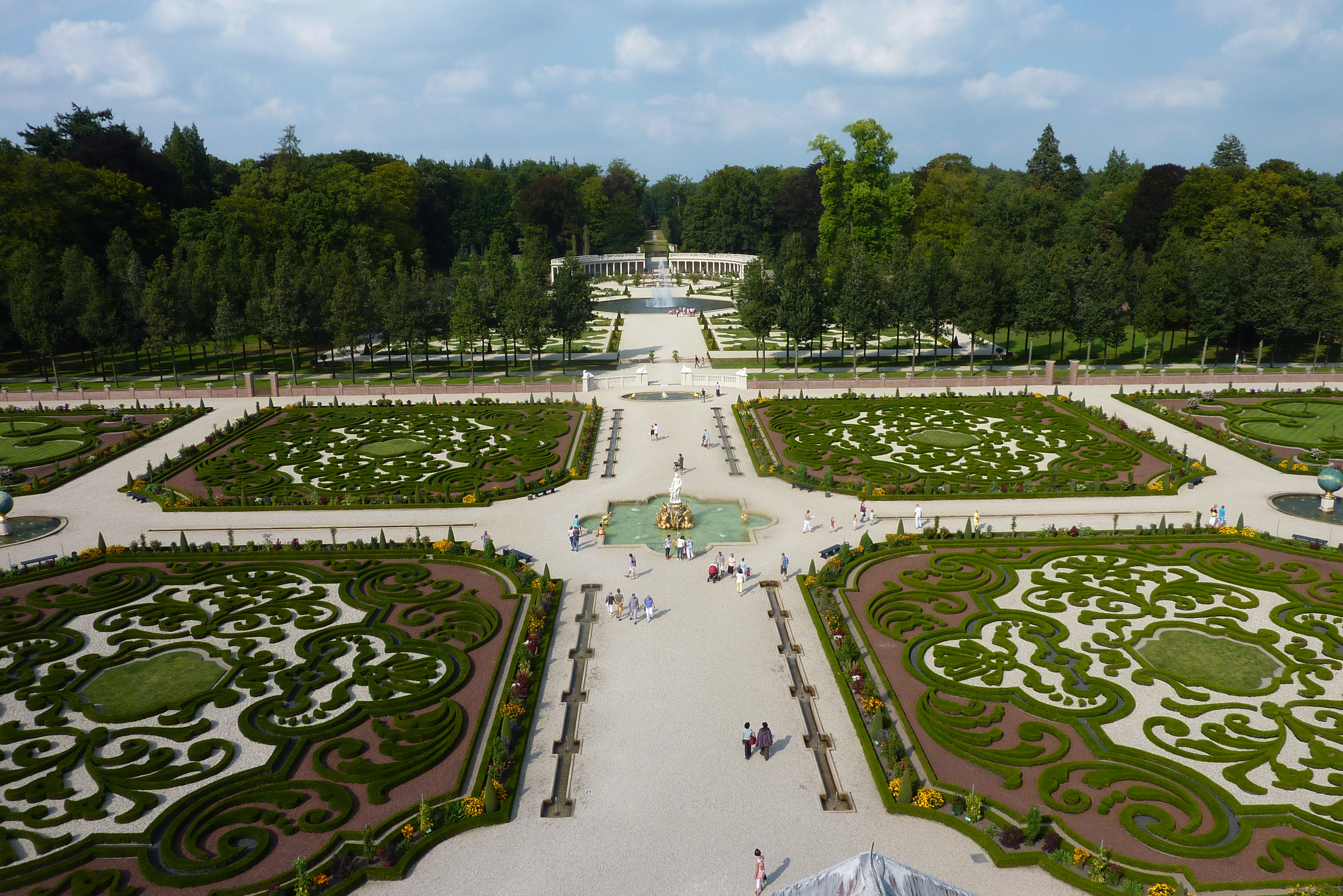
Vista del jardín del  Palacio Het Loo, diseñado por Marot
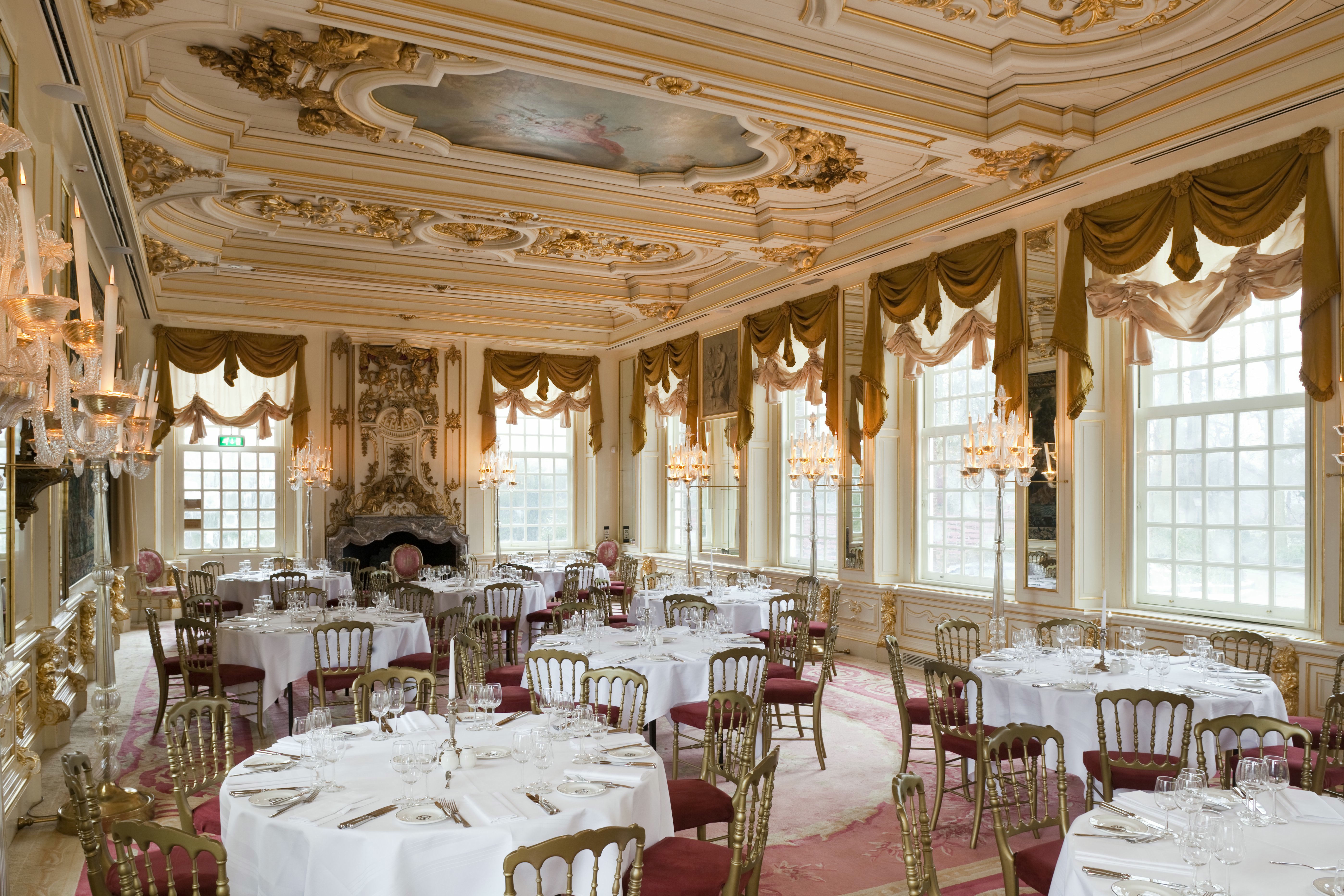
Salón de los Espejos, castillo Zeist
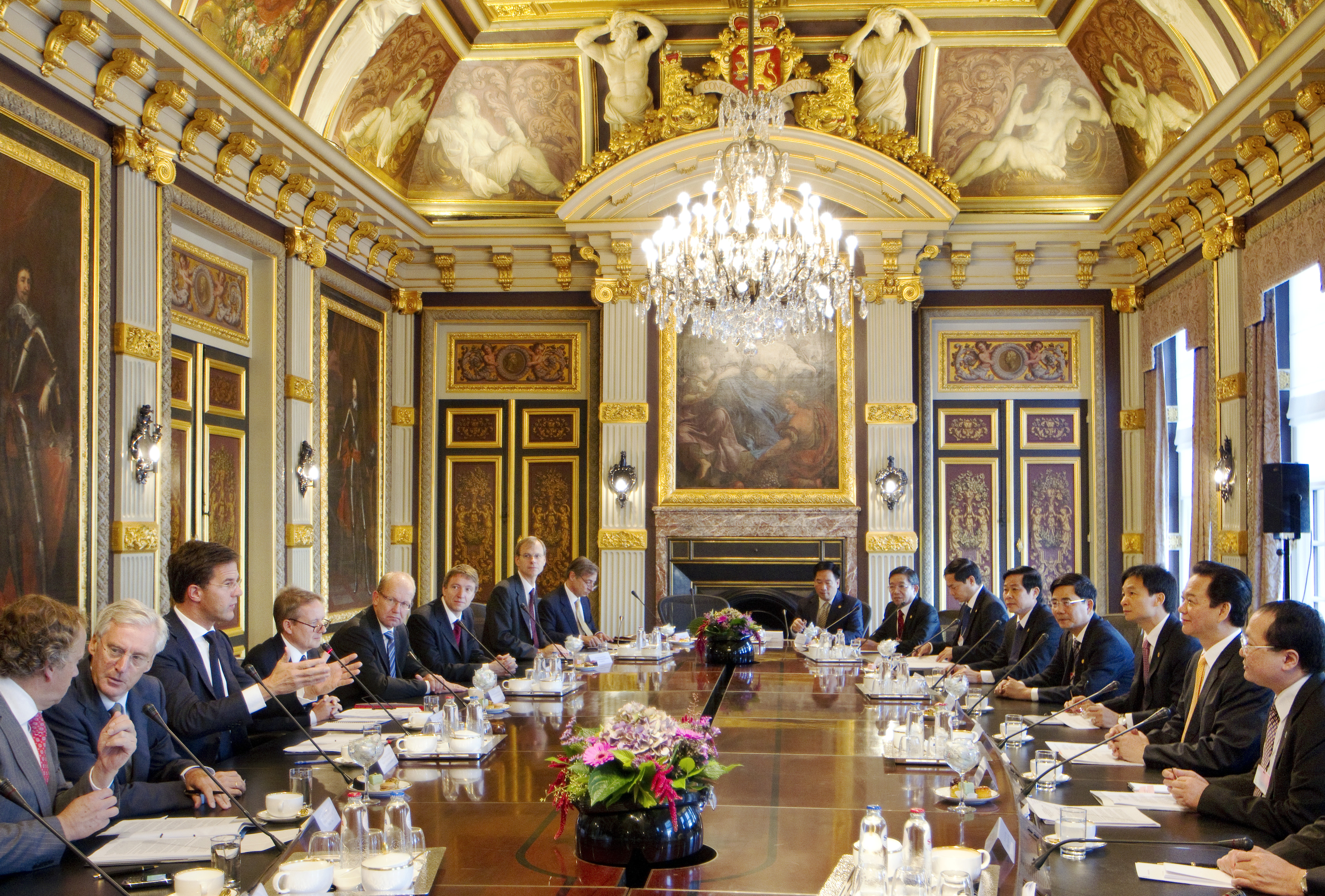
Trêveszaal (1696-1697) en el Binnenhof de La Haya
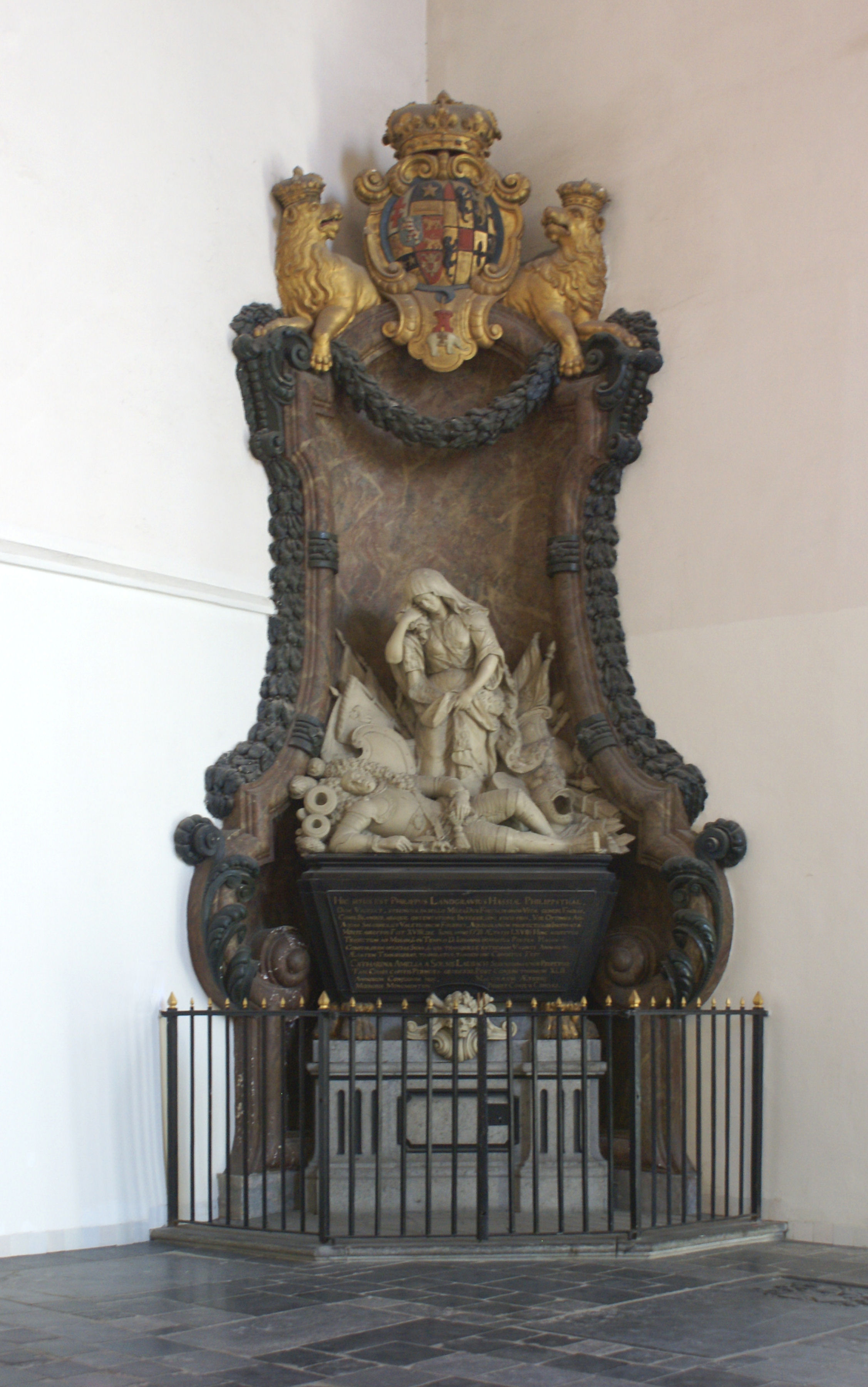
Monumento funerario (1721) de Filips van Hessen-Philippsthal
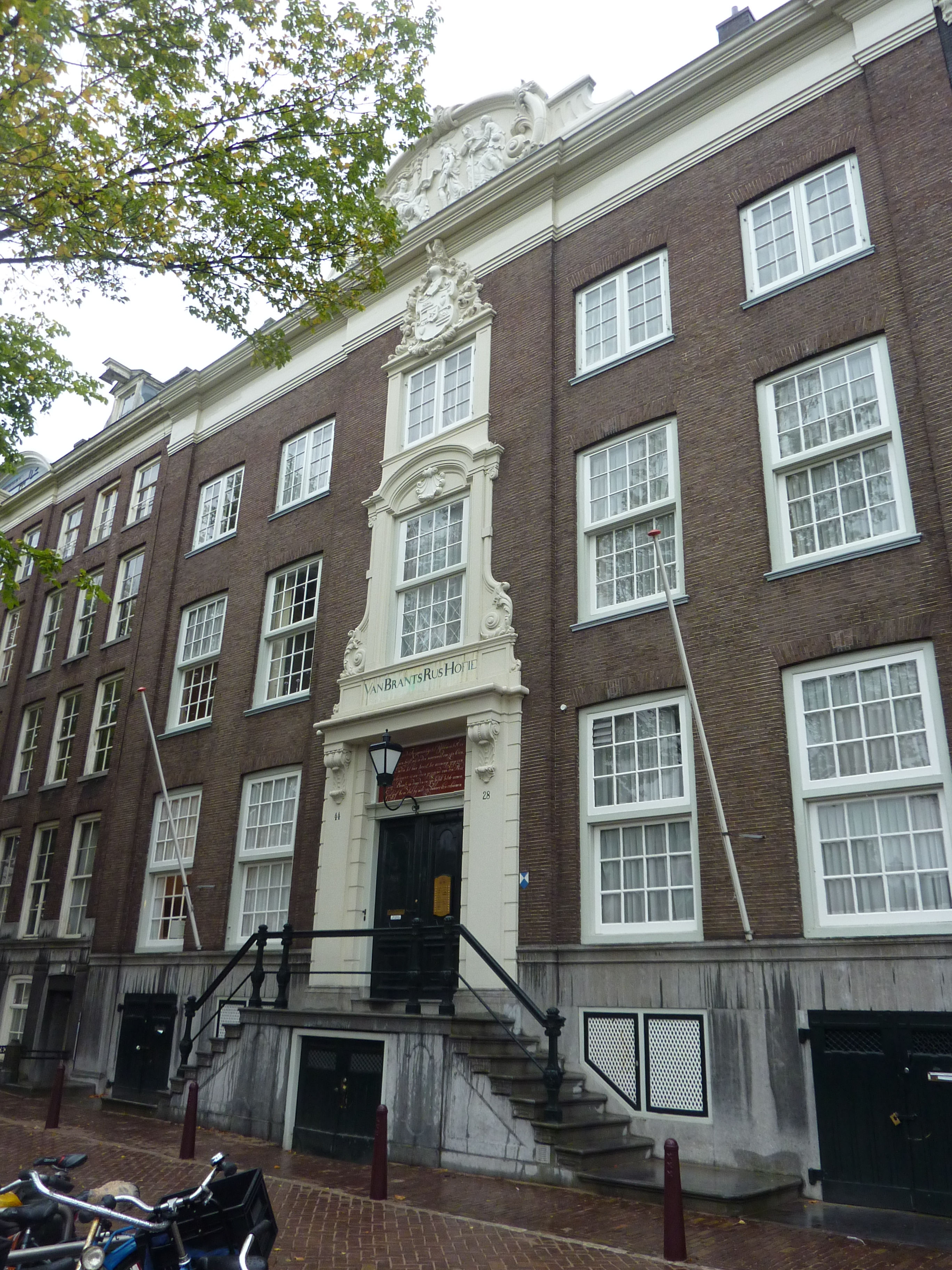
Van Brants Rus Hofje (1732-1734)

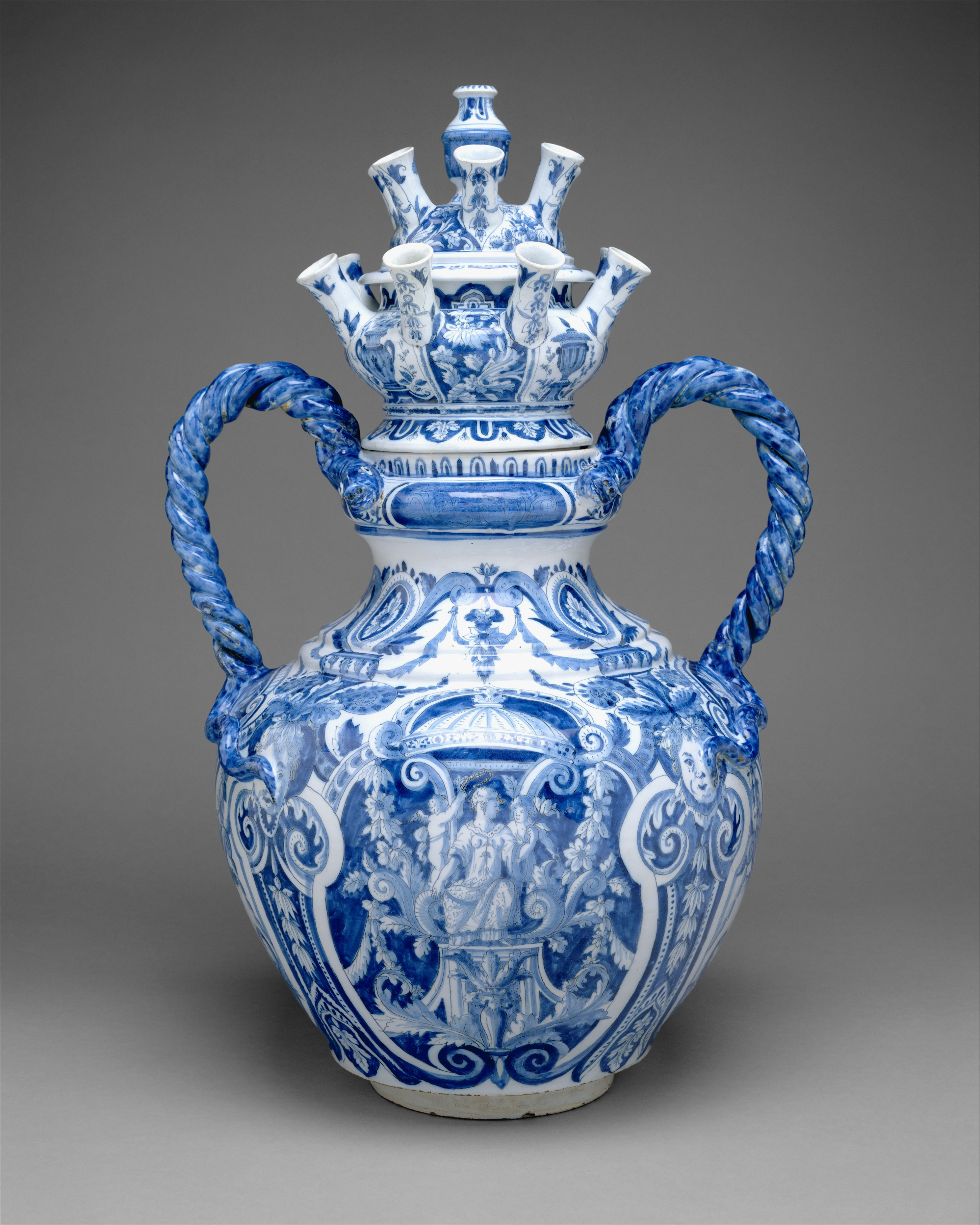
Jarrón  de cerámica de Delft (ca. 1690)
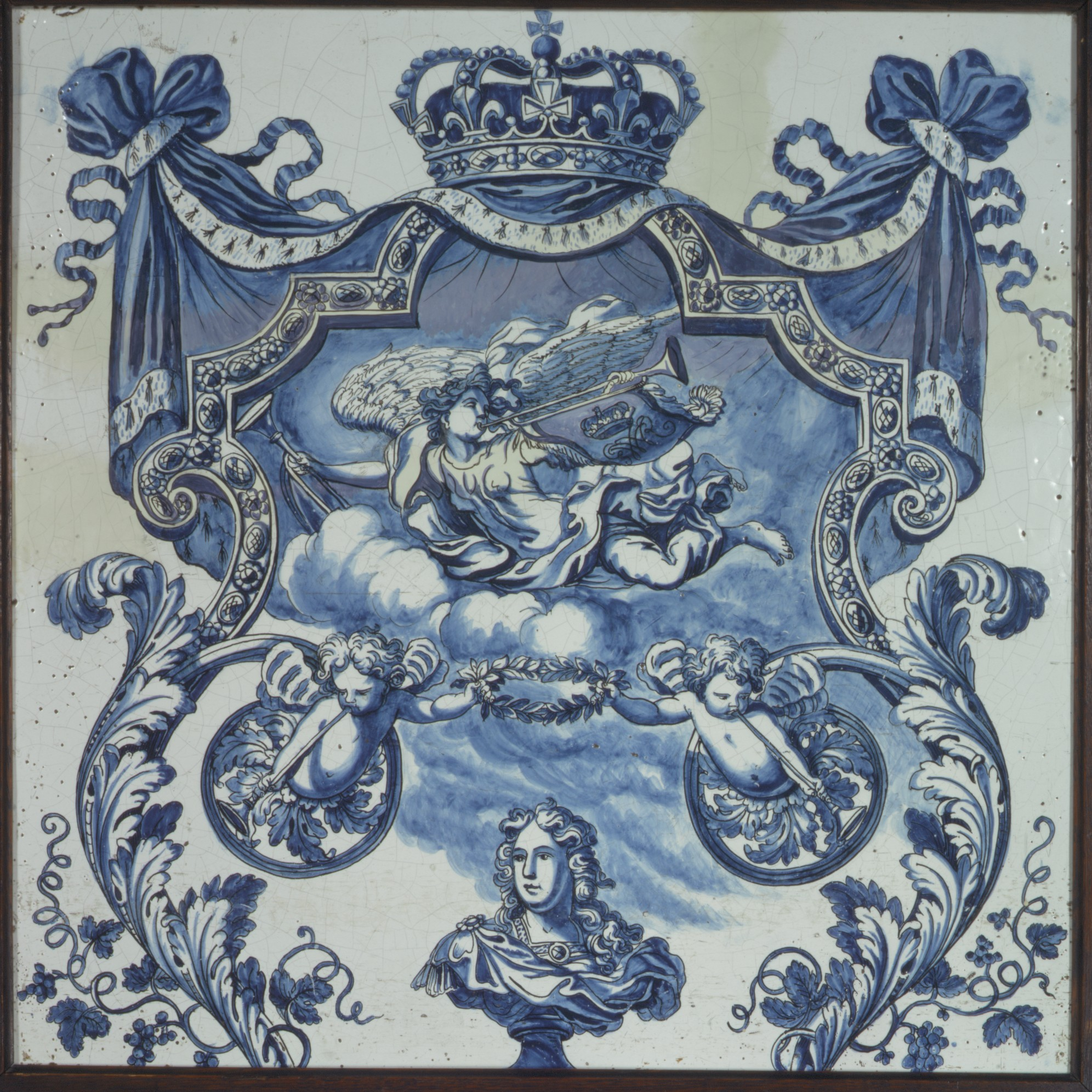
Azulejo de cerámica de Delft (ca. 1694)
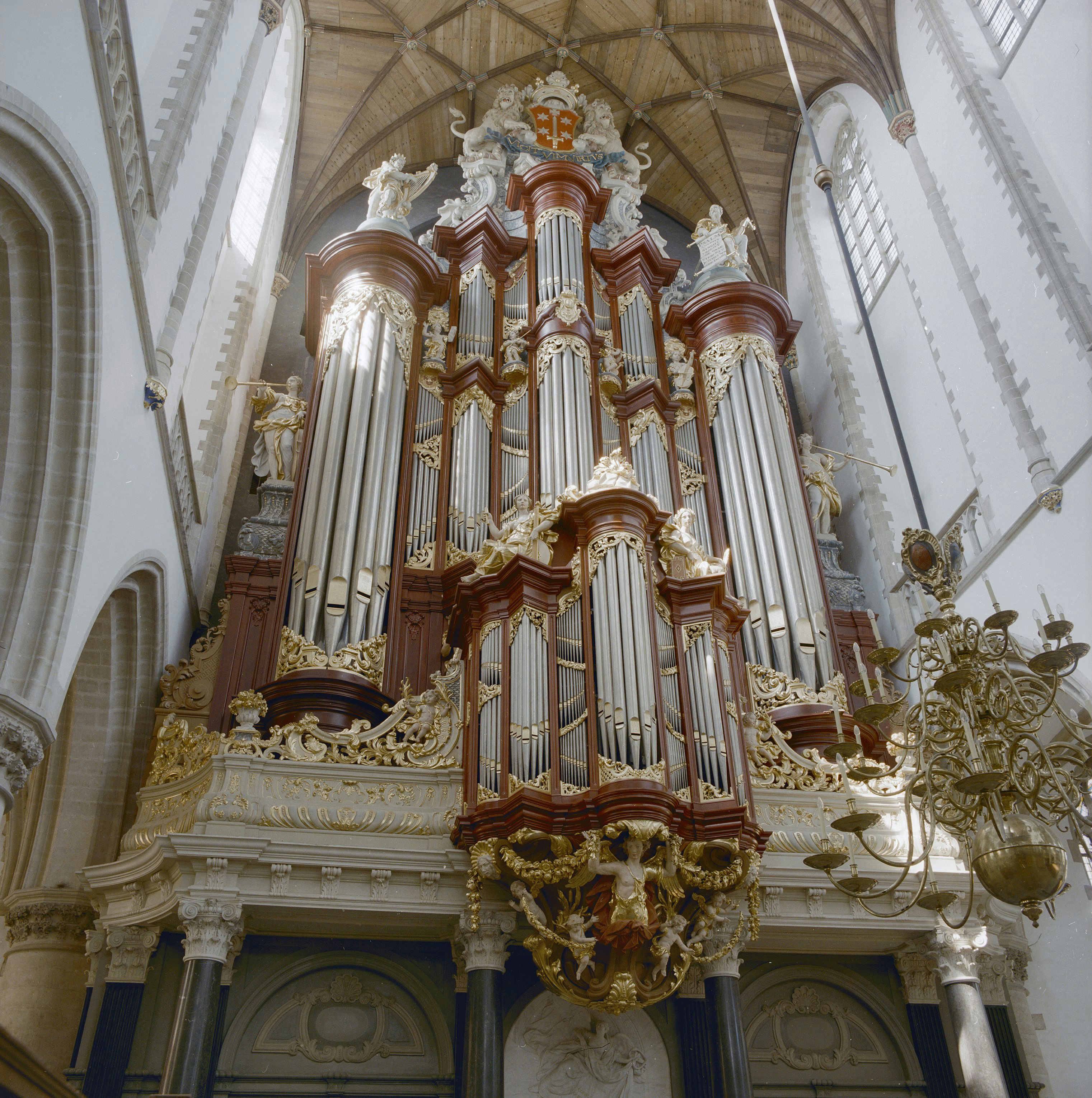
Galería de órganos y fachada en Grote Kerk o Sint-Bavokerk en Haarlem
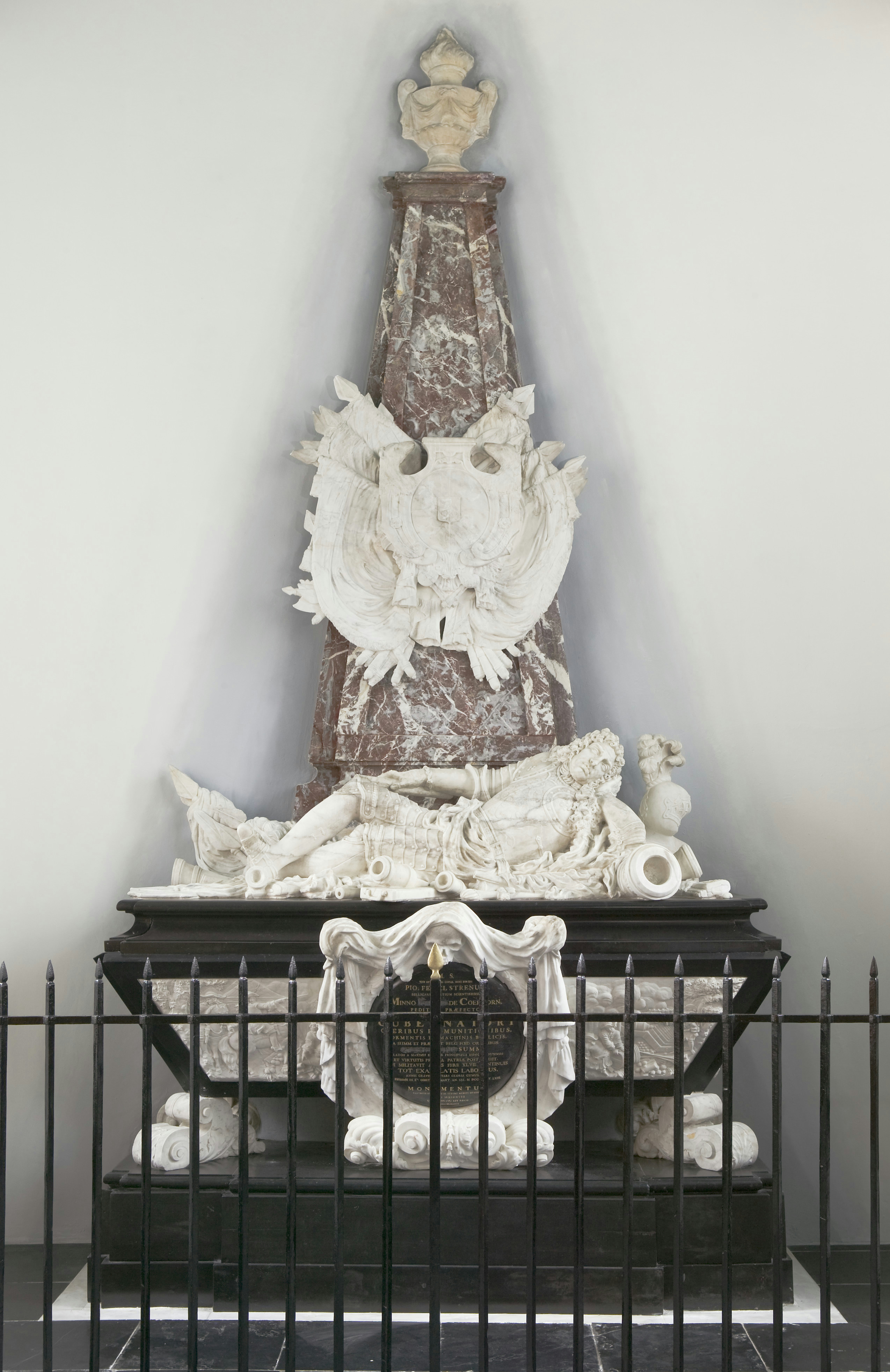
Monumento funerario (ca. 1705) de Menno van Coehoorn
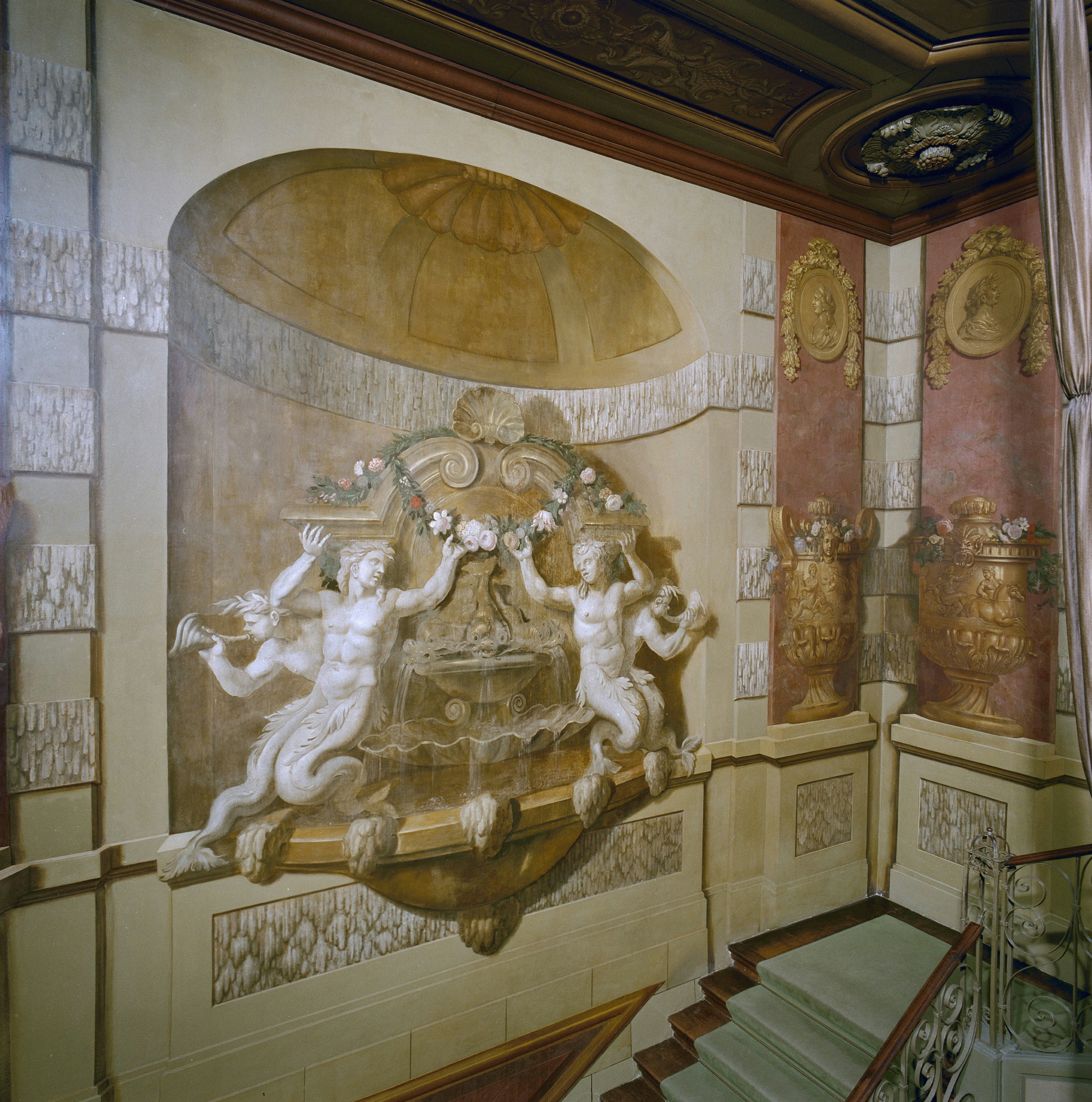
Slot Zeist pintando la escalera ca. 1686

## Grabados
En sus diseños grabados, la gama de Marot fue extraordinariamente amplia. Diseñó prácticamente cada detalle de la ornamentación interior de la casa: chimeneas talladas, techos de yeso, paneles para paredes, girándulas y soportes de pared, y mesas auxiliares con sus pares de soportes altos. También diseñó vajillas de oro y plata. La moda por coleccionar porcelana que estaba en su apogeo en su época se ilustra en sus suntuosos diseños de receptáculos para porcelana: en uno de sus grabados hay más de 300 piezas de porcelana solo en la repisa de la chimenea.

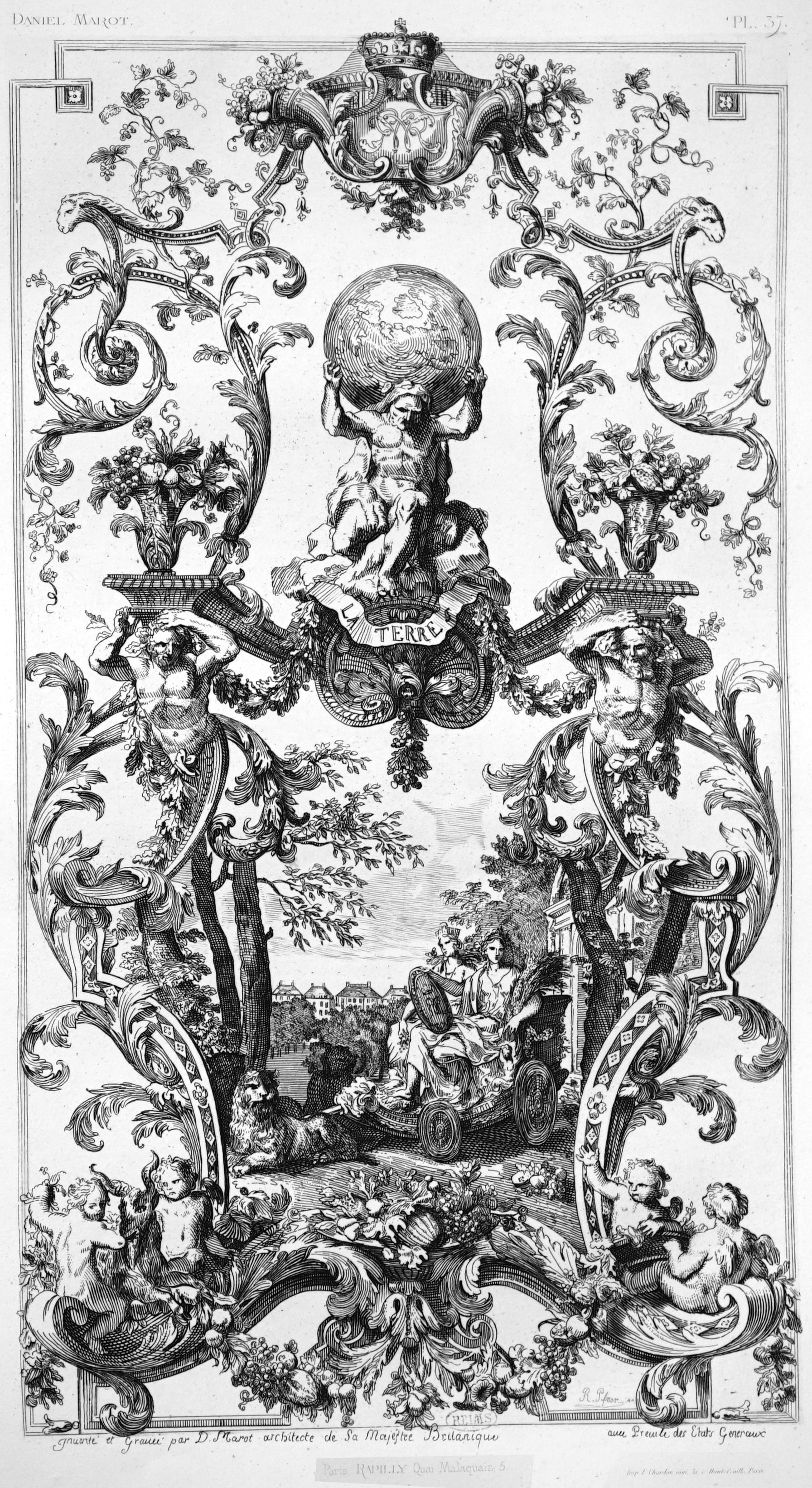
Terre, techo
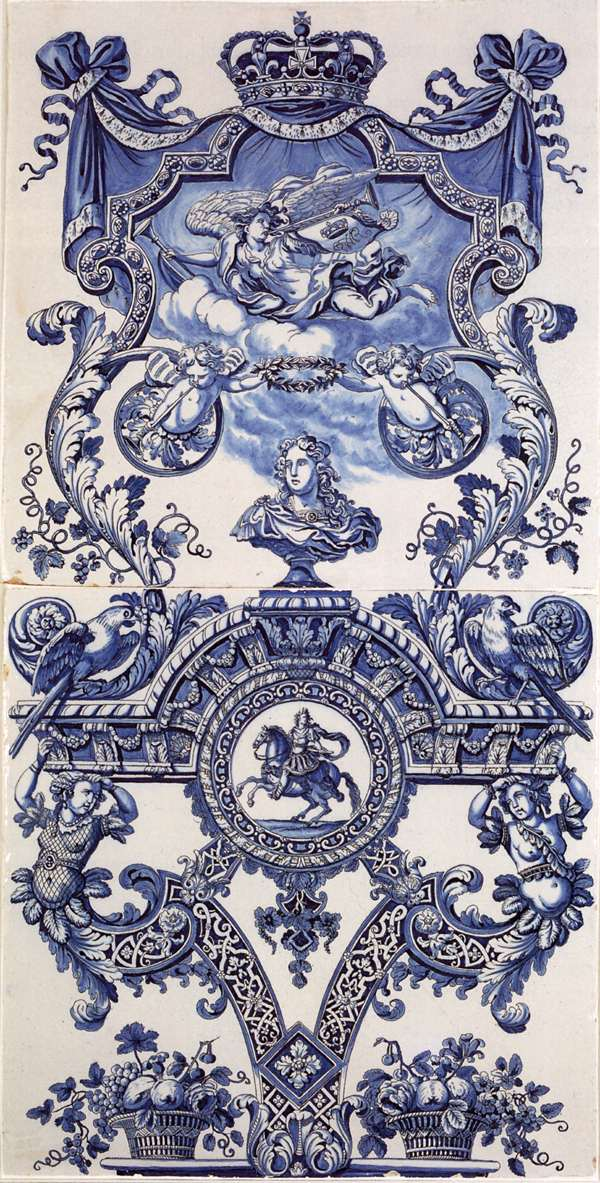
Fayenza de Delft de Marot para Guillermo III.
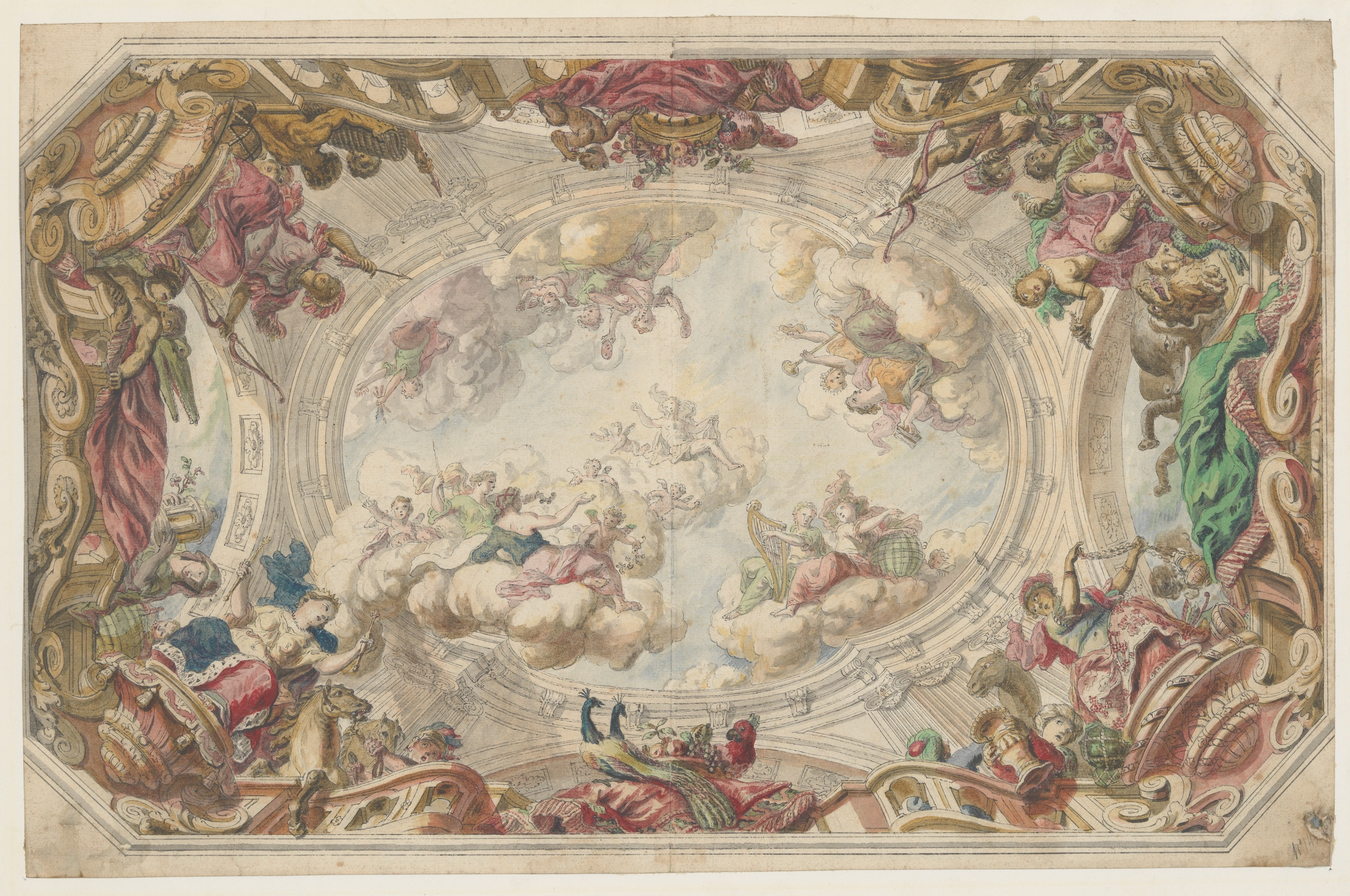
Dibujo de un techo.
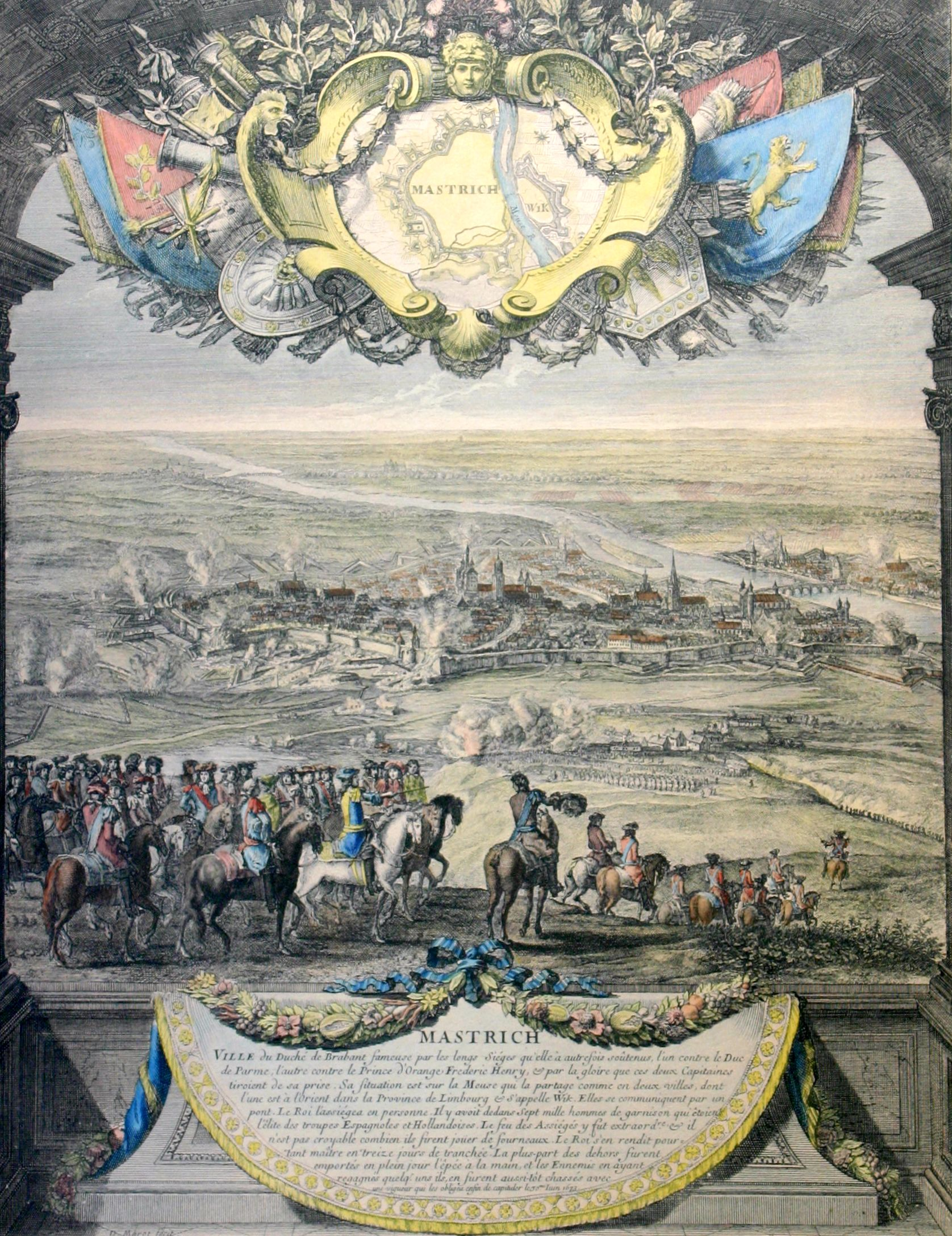
Asedio de Maastricht.
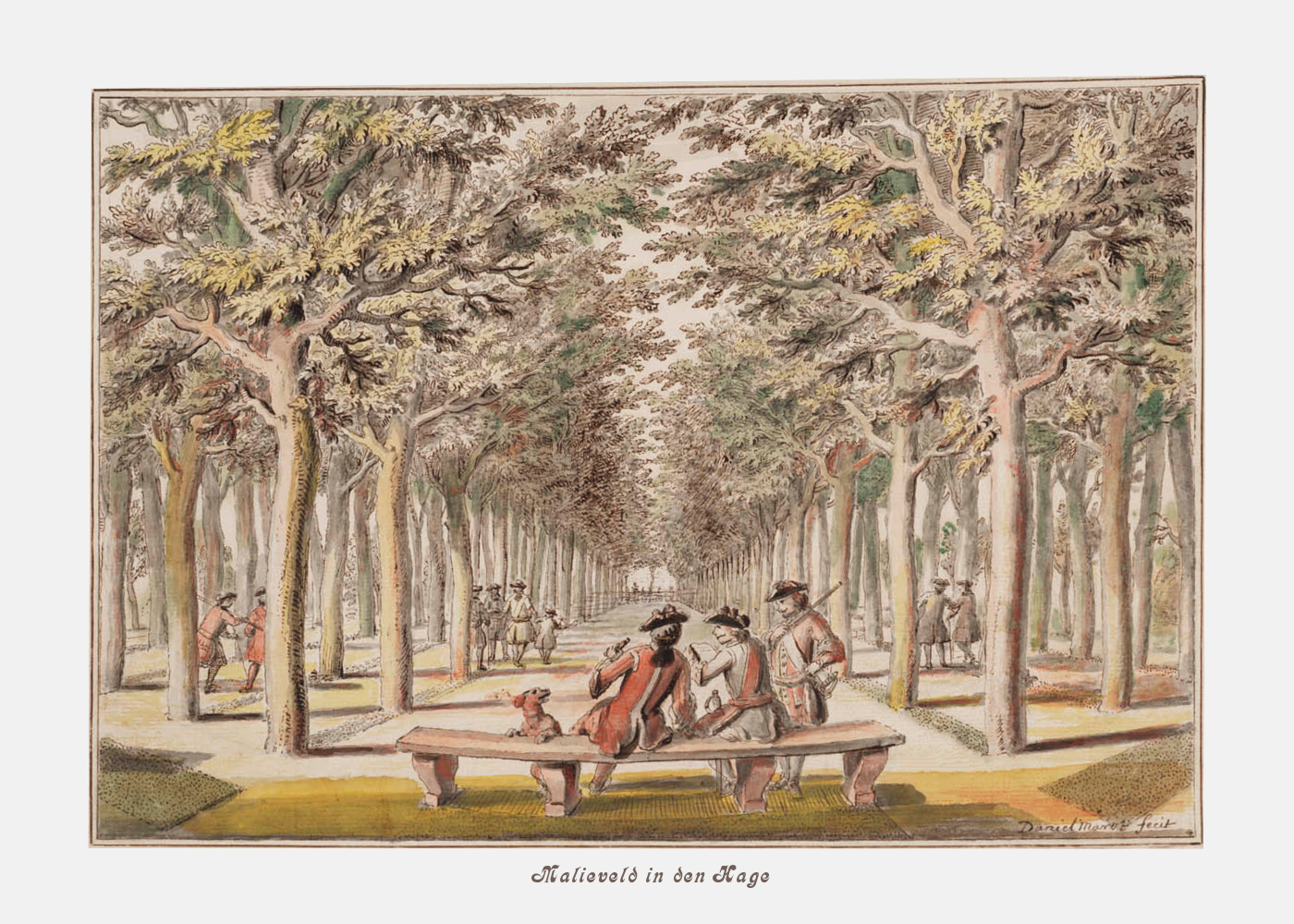
La Haya Malieveld dibujada por Daniël Marot ca. 1730
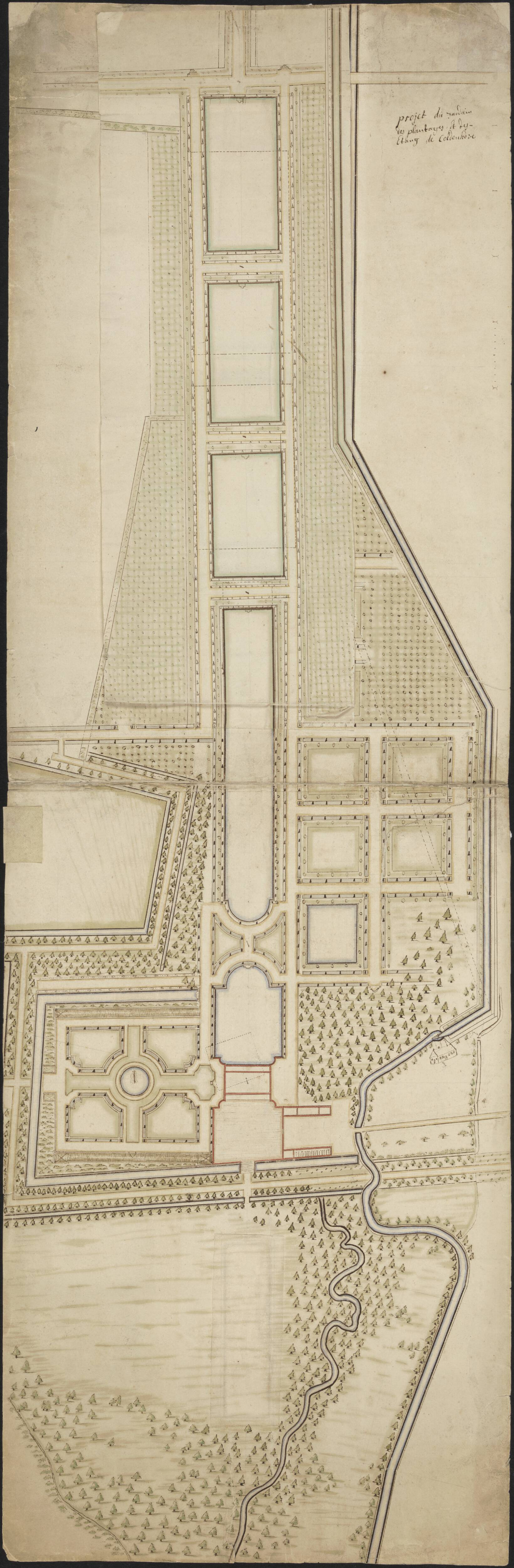
Diseño para los jardines del castillo de Coldenhove

Diseño para un techo (ca. 1690)
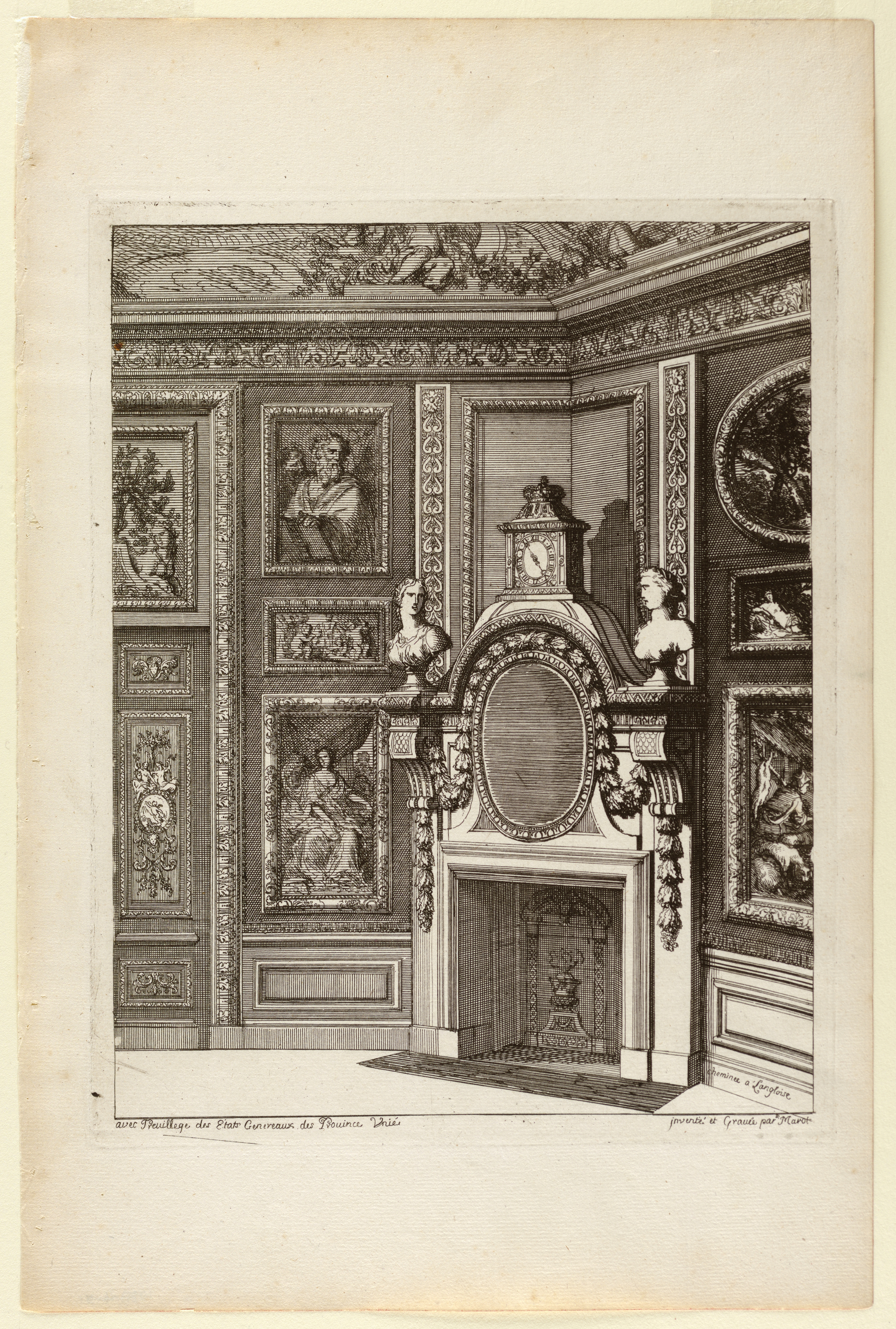
ca. 1700
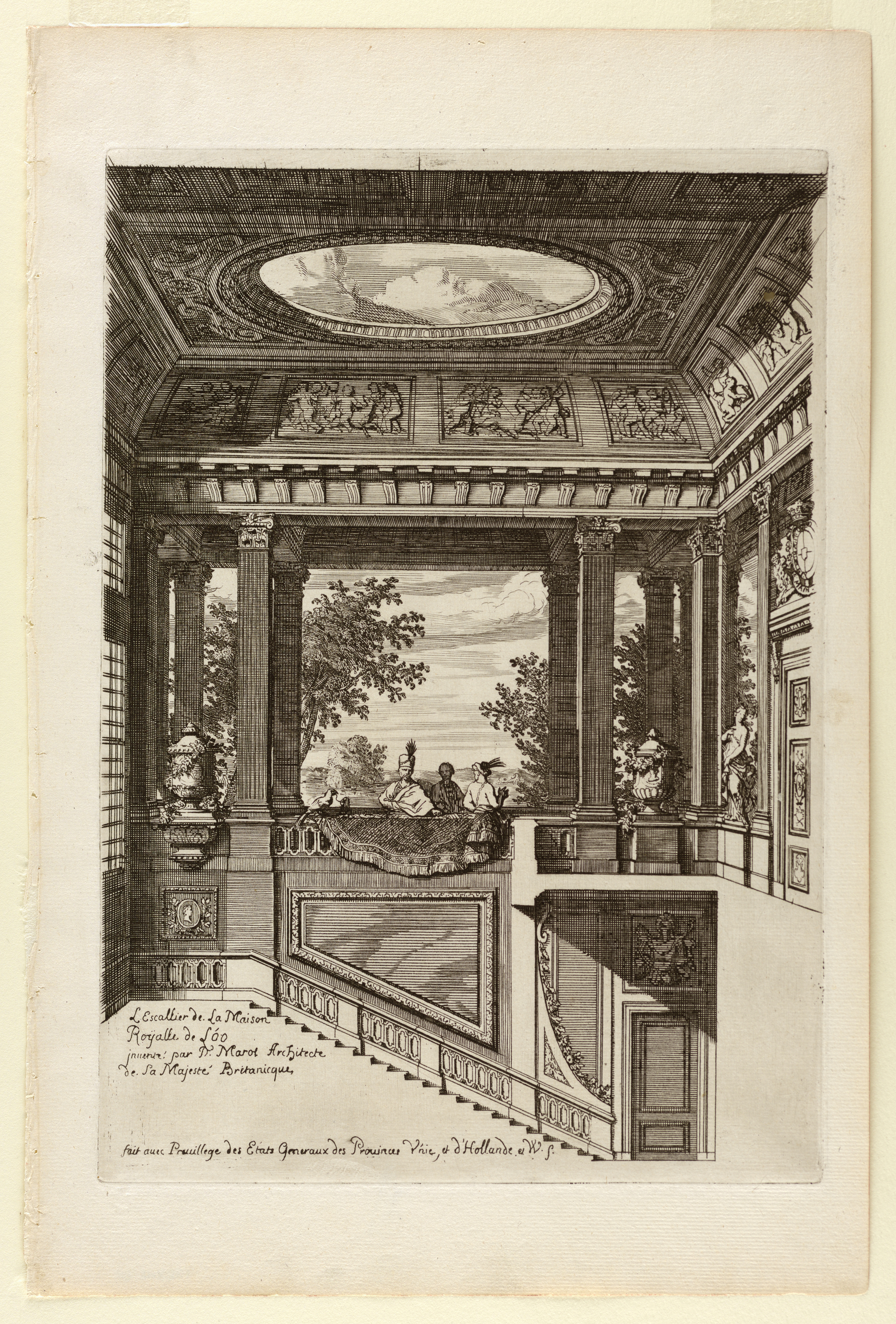
ca. 1700
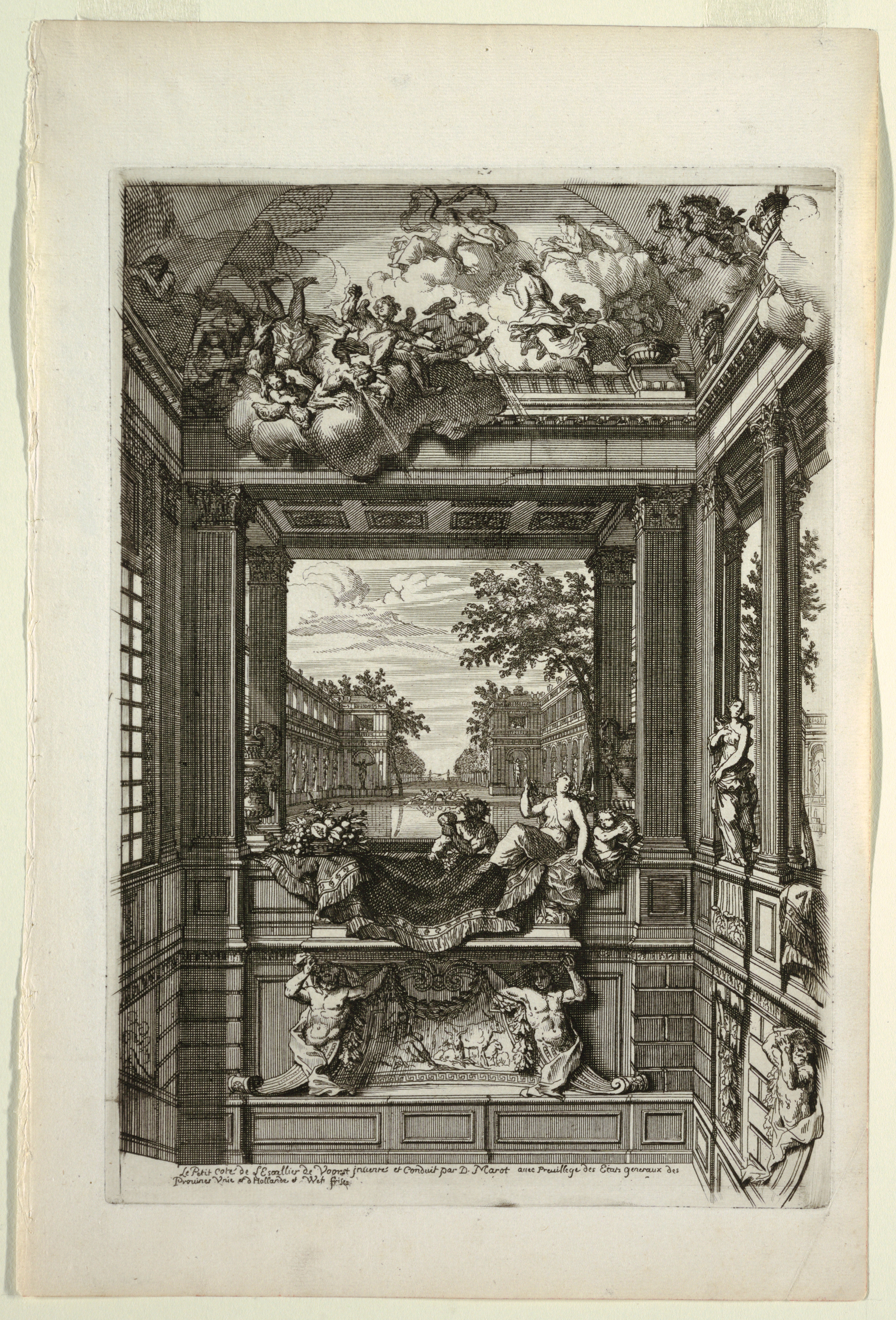
ca. 1700
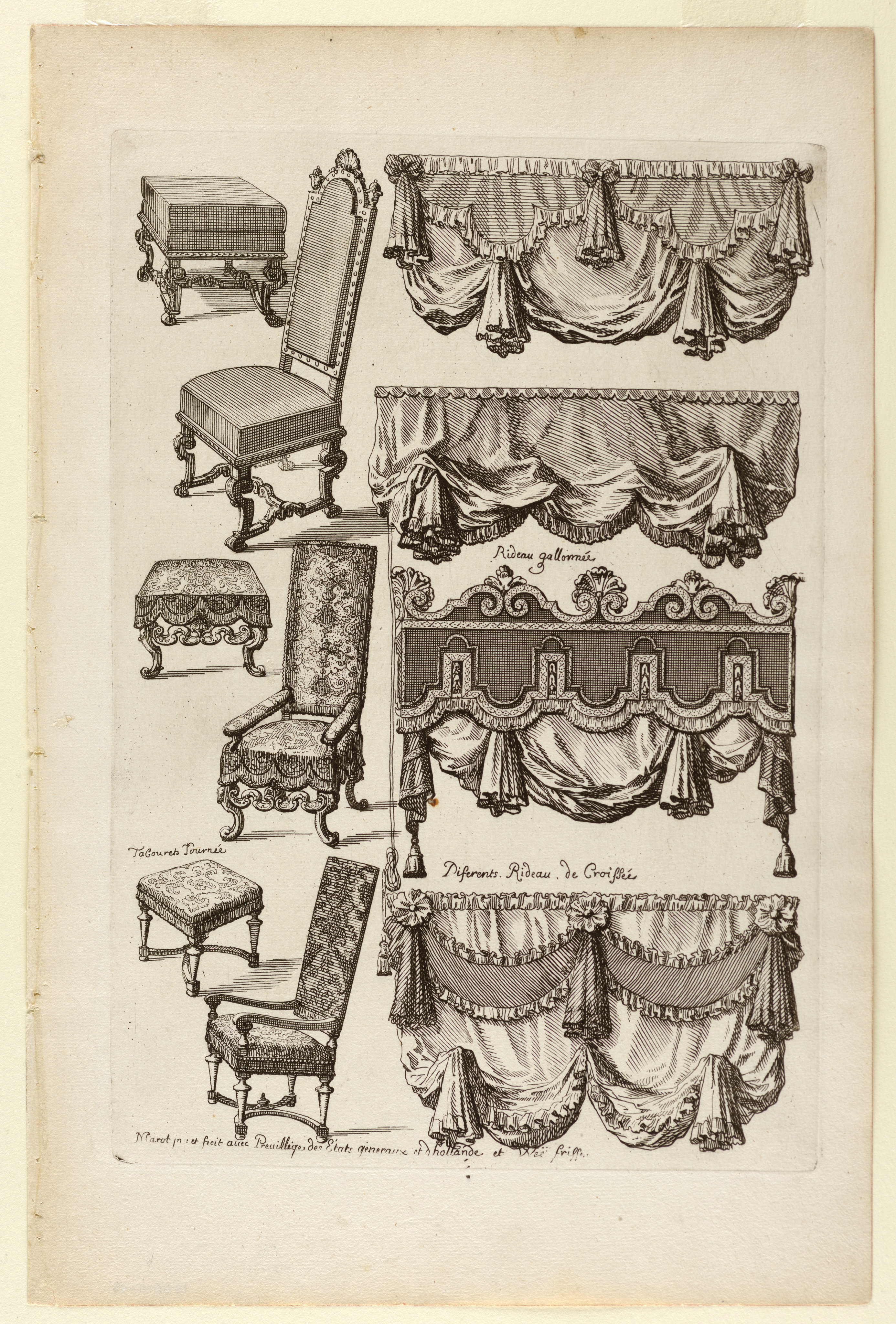
ca. 1700

## Reconocimientos
Una de las habitaciones del Palacio Noordeinde lleva su nombre. Varias calles llevan su nombre en Breda, Amsterdam y Zeist.

## Publicaciones
- Architecture française, ou Plans... des églises, palais, hôtels et maisons particulières de Paris... par Jean Marot et Marot fils [Arquitectura francesa, o Planos... de iglesias, palacios, hoteles y casas particulares en París... de Jean Marot y Marot hijo], de P.-J. Mariette.
- Dole, Grande et forte Ville ou le Parlement de la Comté de Bourgogne faisoit sa résidence... La ville se rendit le  6 juin 1674 [Dole, Gran y fuerte ciudad donde el Parlamento del Condado de Borgoña tenía su residencia... La ciudad se rindió el 6 de junio de 1674.].
- Nouveaux livre de lembris de Revestement à Panneaux Par D. Marot [Nuevo libro sobre revestimiento de paneles de D. Marot], Amsterdam, 1712.